# Radical 139
Le radical 139, qui signifie la couleur ou le beau, est un des 29 des 214 radicaux chinois répertoriés dans le dictionnaire de Kangxi composés de six traits.
Le caractère Unicode de 色 est 8272.

## Caractères avec le radical 139
| nombre de traits          | caractères |
| ------------------------- | ---------- |
| Sans trait supplémentaire | 色         |
| 4 traits supplémentaires  | 艳         |
| 5 traits supplémentaires  | 艴         |
| 8 traits supplémentaires  | 艵         |
| 13 traits supplémentaires | 艶         |
| 18 traits supplémentaires | 艷         |